# Tricheurois retrusa
Tricheurois retrusa är en fjärilsart som beskrevs av Rudolf Püngeler 1906. Tricheurois retrusa ingår i släktet Tricheurois och familjen nattflyn. Inga underarter finns listade i Catalogue of Life.